# Glastonbury Festival
Glastonbury Festival, hvis fulde navn er Glastonbury Festival of Contemporary Performing Arts, er en af verdens største frilufts musik- og teaterfestivaler. Festivalen afholdes ved den lille by Pilton nær Glastonbury i Somerset, England de fleste år i den sidste weekend i juni. De seneste år har festivalen omfattet i hvert fald otte større musikscener med Pyramid Stage som den største og ældste samt en stribe af mindre scener. Ud over musikken kan man finde optræden i form af dans, teater, cirkus, kabaret, digtoplæsning og flere andre kunstformer.

## Historie
I 1910'erne og 1920'erne havde der været afholdt en række koncerter i Glastonbury med værker af datidens moderne komponister, og disse koncerter havde tiltrukket et bohemepublikum, men koncerterne ophørte i 1926.
Den nuværende festival så dagens lys i 1970, hvor en lokal landmand og musikelsker, Michael Eavis, efter året før at have set Led Zeppelin spille til en udendørs koncert, havde fået ideen om selv at lave en musikfestival. Den fandt sted under intime forhold under navnet Pilton Festival med 1.500 tilskuere og T.Rex som hovednavn på Eavis' gård, Worthy Farm.
Det følgende år blev festivalen kendt i større sammenhænge, da blandt andet David Bowie, Fairport Convention, Traffic og Melanie optrådte. Festivalen var nu udvidet til også at omfatte andre former for optræden end musik i tråd med middelaldertraditioner, og den fik navnet Glastonbury Fayre. Dette års festival blev i øvrigt portrætteret på film af Nicolas Roeg.
Festivalen blev trods interessen ikke dermed en tradition, idet der først i 1978 og 1979 igen blev afholdt festivaler, i 1978 lidt ved en tilfældighed, da nogle musikere til en anden festival af politiet blev sendt til Worthy Farm.
Først i 1981 startede festivalen på mere regelmæssig basis. Eavis tog ansvaret for festivalen, og det var i øvrigt også første gang, at den gav økonomisk overskud, hvilket gik til et politisk formål. Fra midten af 1980'erne var festivalen efterhånden blevet så populær, at Worthy Farm ikke længere kunne rumme den, og festivalen opkøbte derfor en nabogård. I midten af 2000'erne nåede festivalen op på et publikumstal på ca. 150.000. Siden 1990 har festivalen været afholdt fire ud af hver fem år. Den blev ikke afholdt i 1991, 1996, 2001 og 2006.

## Topnavne på festivalen
Den følgende liste nævner nogle af de enkelte festivalers musikalske topnavne. Der har ikke været afholdt Glastonbury Festival i de år, der ikke er nævnt.
| Edition | År   | Dato         | Billetter solgt | Hovedattraktion                                                                     | Andre kunstnere                                                                             | Billetpris |
| ------- | ---- | ------------ | --------------- | ----------------------------------------------------------------------------------- | ------------------------------------------------------------------------------------------- | ---------- |
| 1       | 1970 | 19 September | 1,500           | T.Rex (erstattede The Kinks)                                                        |                                                                                             | £1         |
| 2       | 1971 | 20–24 Juni   | 12,000          | David Bowie                                                                         | Pink Floyd planlagt men aflyst.                                                             | Free       |
| 3       | 1978 | 28–8 Juli    | 500             | ingen                                                                               |                                                                                             | N/A        |
| 4       | 1979 | 21–23 Juni   | 12,000          | Tim Blake • Peter Gabriel                                                           |                                                                                             | £5         |
| 5       | 1981 | 19–21 Juni   | 18,000          | Hawkwind • New Order                                                                |                                                                                             | £8         |
| 6       | 1982 | 18–20 Juni   | 25,000          | Van Morrison • Jackson Browne                                                       | U2 planlagt men aflyst.                                                                     | £8         |
| 7       | 1983 | 17–19 Juni   | 30,000          | Curtis Mayfield • UB40                                                              |                                                                                             | £12        |
| 8       | 1984 | 20–22 Juni   | 30,000          | The Smiths • Weather Report • Black Uhuru                                           | Elvis Costello, The Waterboys                                                               | £13        |
| 9       | 1985 | 21–23 Juni   | 40,000          | Echo & The Bunnymen • Joe Cocker • The Boomtown Rats                                | The Style Council                                                                           | £16        |
| 10      | 1986 | 20–22 Juni   | 60,000          | The Cure • Psychedelic Furs • Level 42                                              | Simply Red, Madness                                                                         | £17        |
| 11      | 1987 | 19–21 Juni   | 60,000          | Elvis Costello • Van Morrison • The Communards                                      | New Order                                                                                   | £21        |
| 12      | 1989 | 16–18 Juni   | 65,000          | Elvis Costello • Van Morrison • Suzanne Vega                                        | Pixies                                                                                      | £28        |
| 13      | 1990 | 22–24 Juni   | 70,000          | The Cure • Happy Mondays • Sinéad O'Connor                                          | Archaos                                                                                     | £38        |
| 14      | 1992 | 26–28 Juni   | 70,000          | Carter USM • Shakespear's Sister • Youssou N'Dour                                   | Lou Reed, Blur, Primal Scream, Morrissey planlagt men aflyst.                               | £49        |
| 15      | 1993 | 25–27 Juni   | 80,000          | The Black Crowes • Christy Moore • Lenny Kravitz (erstattede Red Hot Chili Peppers) | The Velvet Underground, Primal Scream                                                       | £58        |
| 16      | 1994 | 24–26 Juni   | 80,000          | The Levellers • Elvis Costello • Peter Gabriel                                      | Johnny Cash, Rage Against the Machine, Björk, Radiohead, Blur, Oasis, Pulp                  | £59        |
| 17      | 1995 | 23–25 Juni   | 80,000          | Oasis • Pulp (erstattede The Stone Roses) • The Cure                                | Jeff Buckley, The Prodigy, The Black Crowes                                                 | £65        |
| 18      | 1997 | 27–29 Juni   | 90,000          | Radiohead • The Prodigy • Ash (erstattede Steve Winwood)                            | The Smashing Pumpkins, Sting, Neil Young planlagt men aflyst.                               | £75        |
| 19      | 1998 | 26–28 Juni   | 100,500         | Primal Scream • Blur • Pulp                                                         | Bob Dylan, Robbie Williams, Foo Fighters, Tony Bennett                                      | £80        |
| 20      | 1999 | 25–27 Juni   | 100,500         | R.E.M. • Manic Street Preachers • Skunk Anansie                                     | Muse, Ash, Blondie                                                                          | £83        |
| 21      | 2000 | 23–25 Juni   | 100,000         | David Bowie • Travis • The Chemical Brothers                                        | Muse, Coldplay, Cypress Hill                                                                | £87        |
| 22      | 2002 | 28–30 Juni   | 140,000         | Coldplay • Rod Stewart • Stereophonics                                              | The White Stripes, Roger Waters, Isaac Hayes                                                | £97        |
| 23      | 2003 | 27–29 Juni   | 150,000         | R.E.M. • Radiohead • Moby                                                           | Manic Street Preachers, The Flaming Lips, Yes                                               | £105       |
| 24      | 2004 | 25–27 Juni   | 150,000         | Paul McCartney • Oasis • Muse                                                       | James Brown, Kings of Leon, Morrissey                                                       | £112       |
| 25      | 2005 | 24–26 Juni   | 153,000         | The White Stripes • Coldplay • Basement Jaxx (erstattede Kylie Minogue)             | The Killers, New Order, Primal Scream, Elvis Costello, Brian Wilson                         | £125       |
| 26      | 2007 | 22–24 Juni   | 135,000         | Arctic Monkeys • The Killers • The Who • Mika                                       | Arcade Fire, Björk, Shirley Bassey, Amy Winehouse                                           | £145       |
| 27      | 2008 | 27–29 Juni   | 134,000         | Kings of Leon • Jay-Z • The Verve                                                   | Leonard Cohen, Neil Diamond, Amy Winehouse                                                  | £155       |
| 28      | 2009 | 24–28 Juni   | 135,000         | Neil Young • Bruce Springsteen • Blur                                               | The Prodigy, The Specials, Lady Gaga                                                        | £175       |
| 29      | 2010 | 24–28 Juni   | 135,000         | Gorillaz (erstattede U2) • Muse • Stevie Wonder                                     | The Flaming Lips, Ray Davies, Radiohead (secret show)                                       | £185       |
| 30      | 2011 | 22–26 Juni   | 135,000         | U2 • Coldplay • Beyoncé                                                             | B.B. King, Morrissey, Paul Simon, Wu-Tang Clan, Radiohead (secret show), Pulp (secret show) | £195       |